# SV Oberwart
SV Oberwart is een Oostenrijkse voetbalclub uit Oberwart in de deelstaat Burgenland. In 1912 werd de vereniging opgericht. Het heeft blauw en wit als traditionele kleuren.

## Geschiedenis
SV Oberwart is de oudste nog bestaande voetbalclub uit Burgenland. In het voorjaar van 1912 werd SC Oberwart in Hongarije opgericht. In 1974 fuseerde het met ASK Oberwart, waarna de huidige naam tot stand kwam. Het is met vijftien Burgenlandse titels de recordkampioen van de deelstaat. 
De grootste sportieve successen werden behaald in 1984 en 1992 toen de sprong naar de tweede voetbalklasse kon worden gemaakt. Na 1996 kwam het niet meer uit in het profvoetbal.